# Árpád Baróti
Árpád Baróti (ur. 23 października 1991 w Bonyhádzie) – węgierski siatkarz, grający na pozycji atakującego, reprezentant Węgier. 
18 października 2019 roku Baróti został zgłoszony do rozgrywek PlusLigi na sezon 2019/2020 przez jeden z najbardziej utytułowanych klubów w historii polskiej siatkówki klubowej – ZAKSĘ Kędzierzyn-Koźle. Klub o transferze poinformował dzień później.

## Przebieg kariery
| 2008–2010                                 | Dunaferr SE                   |
| 2010–2011                                 | Tonno Callipo Vibo Valentia   |
| 2011–2013                                 | Vero Volley Monza             |
| 2013–2014                                 | Ansan Bank Rush & Cash        |
| 2014–2015                                 | Altotevere Città di Castello  |
| 2015–2016                                 | Berlin Recycling Volleys      |
| 2016–2017                                 | Suwon KEPCO Vixtorm           |
| 2017–2017 (do 10.2017)                    | Hyundai Capital Skywalkers    |
| 2018–2019                                 | Narbonne Volley               |
| 2019–2020                                 | ZAKSA Kędzierzyn-Koźle        |
| 2020–2020 (do 12.2020)                    | Bursa Büyükşehir Belediyespor |
| 2020–2021 (od 28.12.2020)                 | Tourcoing LM                  |
| 2021–2021 (do 12.2021)                    | Suntory Sunbirds              |
| 2021–2022 (od 10.12.2021) (do 15.03.2022) | Jastrzębski Węgiel            |
| 2022–                                     | Fino Kaposvár SE              |

## Sukcesy klubowe
Liga węgierska:
- 2023[8], 2024[9]
- 2010

Puchar Niemiec:
- 2016

Puchar CEV:
- 2016

Liga niemiecka:
- 2016

Liga południowokoreańska:
- 2017

Superpuchar Polski:
- 2019

Puchar Węgier:
- 2024[10]